# 中川みず穂
中川 みず穂（なかがわ みずほ、1961年1月17日 - ）は、日本の元女優。愛知県名古屋市出身。

## 経歴
東京都生まれ、名古屋市育ち。名古屋市内の高校から東海学園女子短期大学に進学し卒業
本人曰く、少女時代からテレビっ子で、その頃から女優への憧れもあった。そういったことから女優になりたくて、高校1年生時から短大生時代まで5年間地元・名古屋の劇団に入っており、NHK名古屋放送局制作のドラマ『中学生日記』などにも出演していたことがあった。
しかし本人は名古屋の劇団時代について「趣味という感じでやっていたためか、何となく物足りなかった」と話しており、やっぱり東京に出て「仕事は役者」と言えるようになりたかったということで、1981年3月に短期大学卒業後すぐに上京。そして東京のプロダクションに入った後、原宿で声をかけられたことで、日活ロマンポルノでデビューするきっかけを得る。
1981年に中川 みづ穂の名前で『密猟妻 奥のうずき』でデビューし、日活ロマンポルノなどで活動。当時、美保純、平瀬りえとの3人で『にっかつニュー3人娘』として売り出されていた。本人曰く、日活でデビューした当初は「永遠の処女」で売り出されていた。ロマンポルノでデビューするにあたり、「裸になることに少しは抵抗があったが、とにかく女優になりたかったから、これもひとつの道ということで、ポルノ映画にこだわらず、このチャンスに賭けてみた話している。
1984年に中川 みず穂に改名。1987年に一旦活動を休止し、1990年に復帰。1992年、結婚を機に引退した。
芸名については、「芸名の示すとおり名古屋育ち」と紹介されていたことがある。
当時同じく女優として活動していた岸田麻里は親友で、その岸田と一緒に『ラブリーズ』というコンビを組んで活動していたこともある。
公表されていたサイズ（1981年当時）は、身長158cm、B80cm、W58cm、H84cm。秋吉久美子似の評判があり、「ポルノ界の秋吉久美子」とも呼ばれていた。

## 出演

### 映画
- 密猟妻 奥のうずき（1981年） - 平山珠子
- 女体育教師 跳んで開いて（1981年） - まり
- セーラー服鑑別所（1982年） - ユーコ
- 恥辱の部屋（1982年） - かおり
- OH!タカラヅカ（1982年） - 薫
- 猟色（1983年） - みどり
- 色ざんげ（1983年） - お雪
- 便利屋K子（1984年） - 桃子
- 宇能鴻一郎の伊豆の踊子（1984年） - カンナ
- ファンタジック・ロマン 黒髪くずし（1984年）
- 踊る乳房（1984年） - 大野夕美
- 愛獣 熱く凌す（1984年） - 可奈子
- 女子大生 温泉芸者（1984年） - 小糸
- ワイセツな女 黒い肌に泣く（1985年） - 風子
- 不倫の罠 貫通（1985年）
- いたずらロリータ 後ろからバージン（1986年） - 洋子
- オフィスラブ ザ・性感（1986年） - 綾子
- ハードポルノ 絶頂（1986年）
- 香港絶倫夫人（1986年）
- 蘭光生 肉飼育（1986年） - 大橋いづみ
- 赤い縄 果てるまで（1987年） - 野中久子
- 小林ひとみの令嬢物語（1987年） - 千倉みどり
- 若奥様 SM監禁（1991年）
- ドリームワイフ 官能の狂い腰（1991年）
- 失われた女体（1991年）
- ダブルレイプ 姉妹連続暴行（1991年）
- 三姉妹 女猫たち（1991年）
- ビデオガール 夢中女人（1991年）
- 熟女マントル 欲望放出（1991年）
- 爛熟性戯 うずく （1991年）
- さかり猫 三姉妹（1991年）
- SM!愛のわななき（1991年）
- 好色遊戯 ひわいな下唇（1992年）
- いん乱 まさぐる（1992年）
- 夢約性女 いろおんな（1992年）
- 痴漢 ONANIE覗き（1992年）
- 日本発情列島 ONANIE百態（1992年）

### テレビドラマ
- 大江戸捜査網 （テレビ東京、ヴァンフィル）- 第488話（1983年4月23日）「少年が襲う! 横浜無宿人狩り」、第509話（1983年9月17日）「一番手柄! 涙の母恋唄」
- ザ・サスペンス『開き過ぎた扉』 （TBS、オフィス・ヘンミ　1983年10月22日）
- 月曜ドラマランド『純ちゃんの奥さまは魔女』 （フジテレビ、アズバーズ　1984年7月16日）
- ザ・ハングマンV 第4話 （朝日放送、松竹芸能　1986年8月22日）
- 女ふたり捜査官 （朝日放送、テレパック）- 第7話（1986年10月10日）「人妻が落ちた風俗の穴」
- あぶない刑事 （日本テレビ、セントラル・アーツ）- 第25話（1987年3月22日）「受難」、奈々